# Воръя (река, впадает в Полушаимское озеро)
Воръя (устар. Вор-Я) — река в России, протекает по Ханты-Мансийскому АО. Река впадает в озеро Полушаимское. Длина реки составляет 202 км, площадь водосборного бассейна 2770 км².

## Притоки
- 2 км: Экуталька
- 7 км: Посал
- Крутой Шош
- 98 км: Иус
- Кальсош
- Малый Кеш
- Кеш

## Данные водного реестра
По данным государственного водного реестра России относится к Иртышскому бассейновому округу, водохозяйственный участок реки — Конда, речной подбассейн реки — Конда. Речной бассейн реки — Иртыш.